# Gilleleje

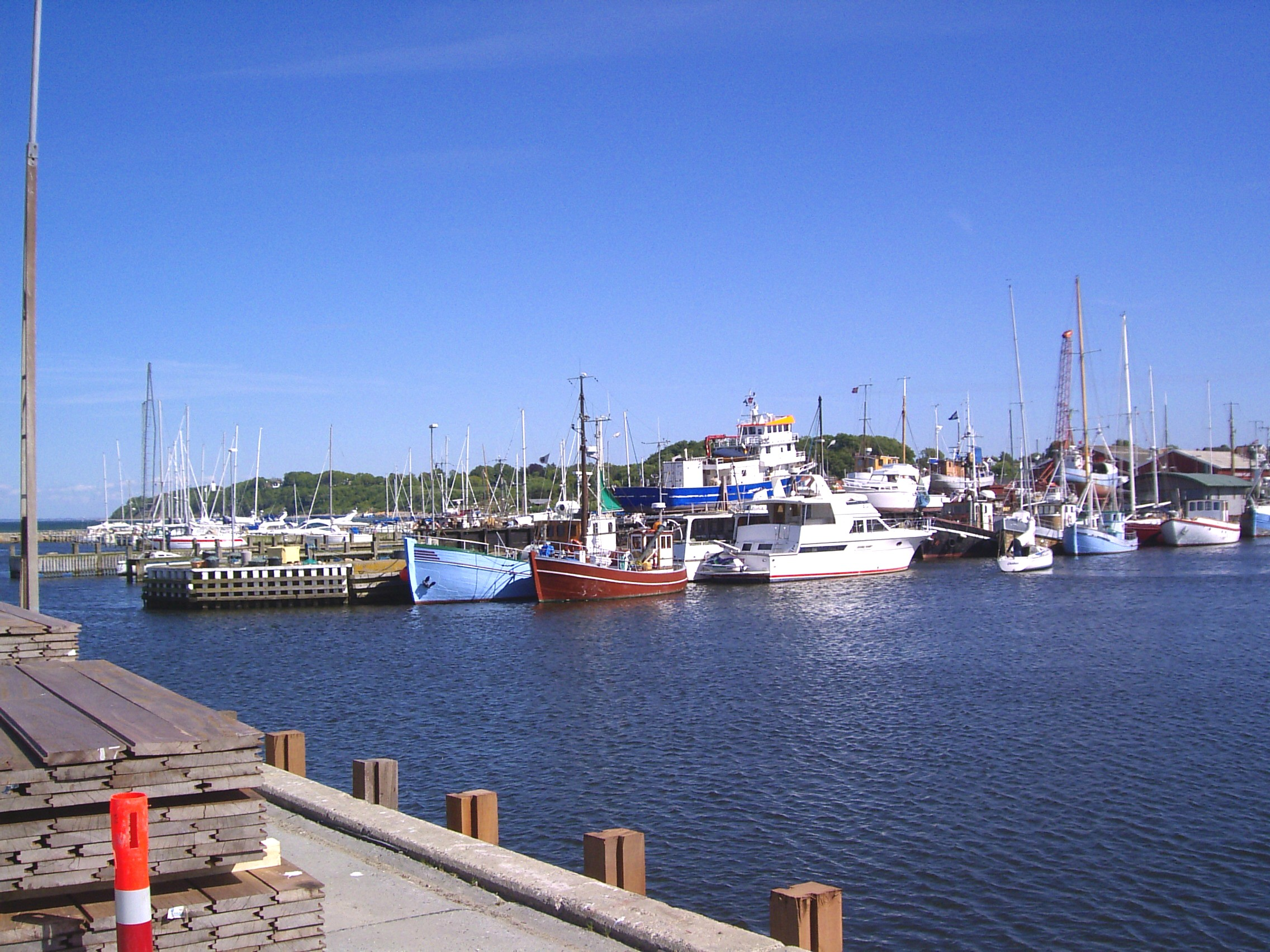
Le port de Gilleleje

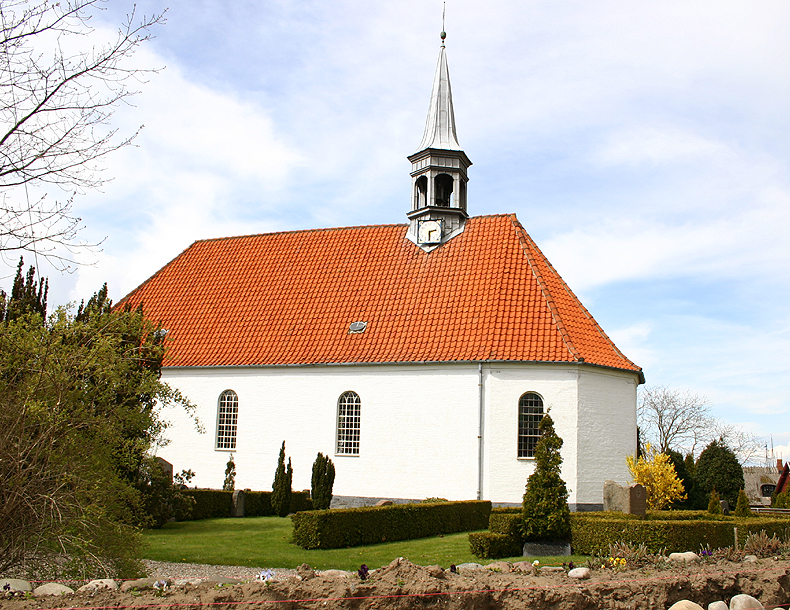
L'église de Gilleleje

Gilleleje est une ville du Danemark de 6 596 habitants en 2019,  appartenant à la municipalité de Gribskov, dans la région de Hovedstaden. Elle est située à l'extrémité nord de l'île de Seeland.
L'origine de la ville remonte au début du XVIe siècle, quand des pêcheurs vinrent y construire un port.